# Мира Марковић
Мирјана Мира Марковић (Брежане, 10. јул 1942 — Москва, 14. април 2019) била је српска политичарка, доктор социолошких наука, писац и универзитетски професор. Марковићева је била редовни професор социологије на Природно-математичком факултету у Београду у пензији и супруга бившег председника Србије и СР Југославије Слободана Милошевића. Била је лидер политичке партије Југословенска левица.

## Биографија
Мира је рођена 10. јула 1942. године у селу Брежане близу Пожаревца, где је њена мајка Вера Милетић била у партизанима. Петнаест месеци касније, 5. октобра 1943. године, Веру су у Београду ухапсили агенти Специјалне полиције. Скривала се у једном склоништу испод пода када су дошли агенти. Нису је пронашли ни након два претреса, али су оставили четири агента у стану, што Вера Милетић није знала па је подигла поклопац склоништа и тако су је ухватили. Након што је ухапшена, Вера Милетић је подвргнута страшном мучењу, а затим је стрељана. Није сигурно да ли је током мучења издала многе комунисте, или не, али то је након рата била званична партијска верзија.
Када је Вера ухапшена, Мома Марковић, отац једногодишње Мирјане, већ је био политички комесар Главног штаба НОВ и ПО Србије. О девојчици су се бринули деда и баба, родитељи настрадале Вере. Деда и баба су и након рата наставили да се брину о унуци, јер је отац након победе комуниста и освајања власти био заокупљен партијским и државним пословима. Мирјана је оца виђала понајвише преко летњих школских празника. Њен деда по оцу Мића Марковић је такође био активиста КПЈ.
Основну школу завршила је у Пожаревцу. Мирјана је жена за коју се Слободан Милошевић везао још за време гимназијских дана (упознали су се у комунистичкој омладинској организацији), са којом је провео цео живот и која га је усмерила ка комунизму.
За њега се касније удала и добила двоје деце — Марију и Марка. Мирјана је имала готово једнако трагично детињство као и Слободан Милошевић. Рат је мимоишао тек рођеног Слободана Милошевића, а његову судбину одредили послератни трагични породични догађаји. Мирјана Марковић дете је револуционара Моме Марковића, једног од најзначајнијих српских комуниста и револуционара, и Вере Милетић, једне од најтрагичнијих фигура партизанске борбе у Србији. Породица Вере Милетић била је комунистичка, па је више чланова породице завршило у партизанима. Најпознатија међу њима је Даворјанка Пауновић Зденка, сестра Вере Милетић и невенчана супруга Јосипа Броза Тита.
Отац Мире Марковић, Мома је непосредно након рата био је један од најмоћнијих људи у Србији, члан Централног комитета и других највиших комунистичких органа власти. Међутим његова каријера ипак није било тако бриљантна како се могло очекивати. Већ педесетих година изгуран је из врха власти, и изгубио је на утицају, за разлику од свог брата Драже Марковића, који је седамдесетих година постао најмоћнији човек Србије.
Како је већ то била традиција у породици и Мирјана је рано постала комунисткиња. Мртва мајка била јој је идол, често се служила њеним партизанским именом Мира, а стално показује своју трајну везу са мајком једним необичним, симболичним гестом. Наиме, врло често у коси носи цвет, по томе је позната и најширој јавности. У једном новинском интервјуу она је објаснила разлоге зашто носи цвет у коси. На једној давно снимљеној фотографији њена је мајка имала такав цвет у коси, па је она одлучила, у спомен мајци, да и сама носи такав цвет у коси, како би са њом на неки начин одржавала контакт.
Мирјана Марковић је била професорка социологије на Природно-математичком факултету Београдског универзитета. Социологију је такође предавала као редовни професор на Америчко-француском факултету за менаџмент у Београду као и на Факултету за међународни менаџмент у Београду. Била је редовни члан Руске академије друштвених наука и гостујући професор Московског државног универзитета Ломоносов и почасни професор Универзитета Ломоносов у Москви.
Објавила је око стотину радова из подручја теоријске социологије. Ауторка је и два уџбеника социолошке тематике. Дела су јој превођена на руски, кинески и енглески језик. Бавила се и публицистичком радом. Њене књиге „Одговор“ и „Ноћ и дан“ преведене су на руски, бугарски, енглески, немачки, грчки, кинески, русински, словачки, мађарски, румунски, чешки, албански, турски, словеначки, македонски, јапански и тамилски језик.
Поред тога што је у јавности била најпознатија као супруга Слободана Милошевића, била је позната и као једна од оснивача и прва председница странке Југословенска левица (ЈУЛ). Током поступка за убиство Ивана Стамболића, тужилац је 2007. године да је нагласио да је режим предвођен Слободаном Милошевићем и Мирјаном Марковић наручивао убиства политичких противника.
Живела је у Русији. Интерпол је издао потерницу за њом, али руска полиција је одбијала да је ухапси, претпоставља се због јаких веза које породица Милошевић има у Русији.
Умрла је у Москви, где је кремирана, а потом је њена урна допремљена у Србију и сахрањена у дворишту породичне куће у Пожаревцу, где је 2006. године сахрањен њен супруг Слободан Милошевић.